# Obléhání La Rochelle (1627–1628)
Obléhání francouzského města La Rochelle, které probíhalo v letech 1627–1628, byl další z konfliktů mezi hugenoty a královskou vládou ve Francii.
La Rochelle, na královské vládě v podstatě nezávislé přístavní město obývané hugenoty, se ve dvacátých letech 17. století účastnilo dvou protivládních povstání. Roku 1627 se francouzský král Ludvík XIII. rozhodl moc města definitivně zlomit. Následovalo jeho zhruba roční obléhání královskou armádou, během kterého bylo město izolováno systémem opevnění na souši i mořskou hrází. Ačkoli protestantům v La Rochelle přišli na pomoc Angličané, vláda jejich útok odrazila a vyhladovělé město nakonec v říjnu roku 1628 dobyla. Jeho obyvatelé následně přišli o své výsady. Toto vítězství umožnilo Ludvíku XIII. v roce 1629 vydat alèský edikt, který hugenoty ve Francii připravil o politický vliv.

## Pozadí

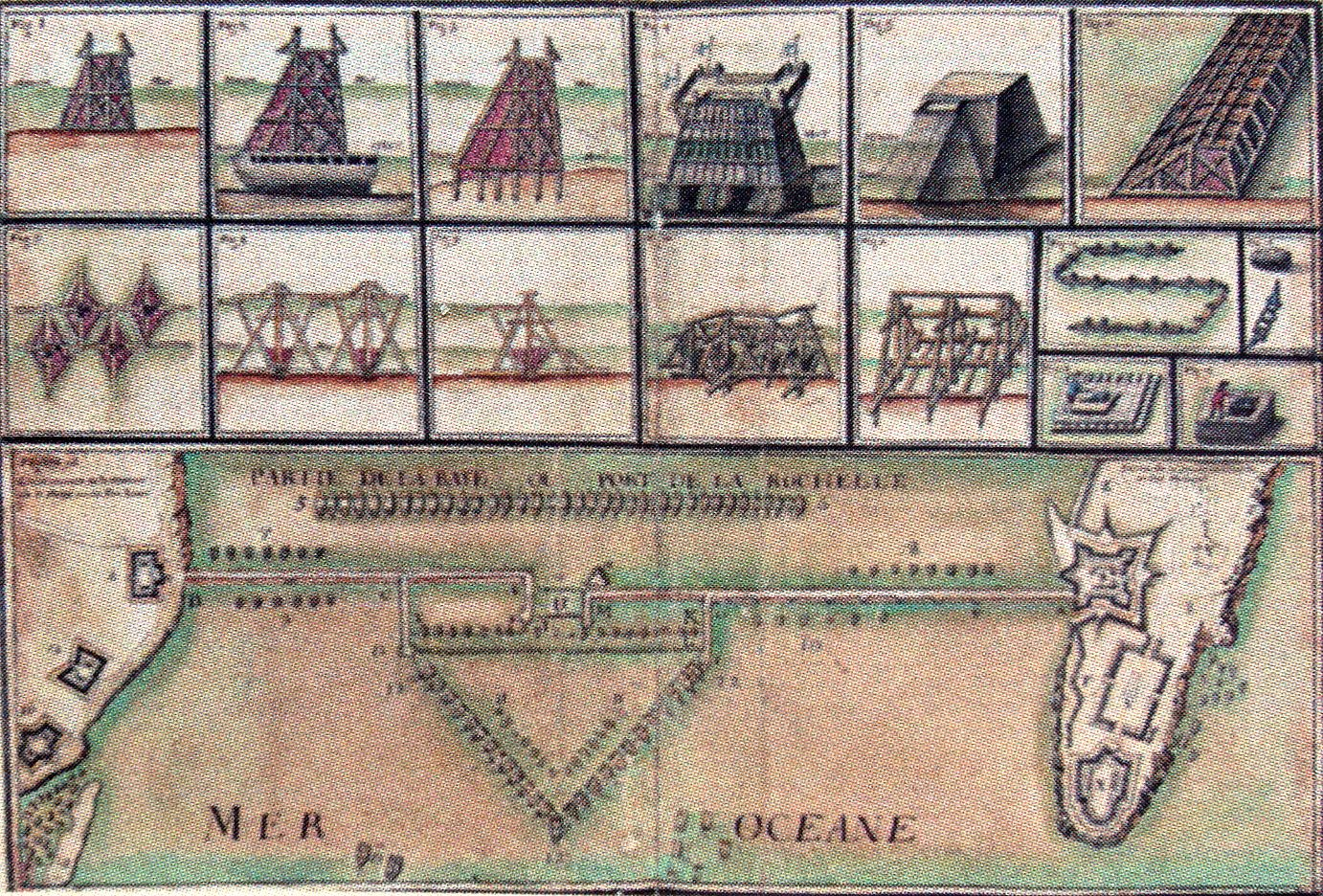
Hráz vybudovaná v larochellské zátoce

Po ukončení náboženských válek mezi katolíky a hugenoty ve Francii byl vydán Nantský edikt, jehož cílem bylo uspořádat náboženské a politické poměry v království. Hugenotům zaručoval určitou míru politické i náboženské nezávislosti.
V částečně protestantském hrabství Béarn nantský edikt nebyl dodržován, a proto se ho roku 1620 francouzský král Ludvík XIII. rozhodl vojskem obsadit. Poté, co tak učinil, formálně sloučil Béarn s Francií a obnovil zde katolickou víru. V tom samém roce byl také poražen protestant Fridrich Falcký katolíky v bitvě na Bílé hoře. Hugenoté se cítili v důsledku těchto událostí více zranitelní a rozhodli se na ně reagovat. Jejich předáci se sešli ve městě La Rochelle, kde se usnesli na financování vlastní armády a sjednocení dalšího postupu hugenotských regionů. Král si to nenechal líbit a proti protestantům vytáhl. Sice je porazil v otevřené bitvě, ale nepodařilo se mu dobýt Montauban a ani La Rochelle, které bylo nejdůležitější hugenotskou pevností. Toto město se mohlo navíc pyšnit na francouzské poměry nevídanou mírou nezávislosti, která se týkala ekonomických výsad i vlastních soudních pravomocí. Montpellierský mír, jež konflikt ukončil, nebyl pro hugenoty výhodný, přišli o některá vojenská privilegia a museli se také smířit s existencí pevnosti Fort-Louis. Tu během války královští postavili před La Rochelle a úkolem její posádky bylo hlídat přístupové cesty do města.
V roce 1625 se Larochellští připojili k hugenotskému povstání, kterému velel vévoda de Soubise a po jehož porážce přišli o výsadu vlastní vojenské flotily. Navíc vláda umístila vojsko na nedaleké ostrovy Ré a Oléron. Obyvatelé La Rochelle z toho vyvozovali, že vláda se chystá jejich město dobýt a připravit je o poslední privilegia. Proto se obrátili o pomoc na francouzského nepřítele – Anglii.

## Anglická intervence

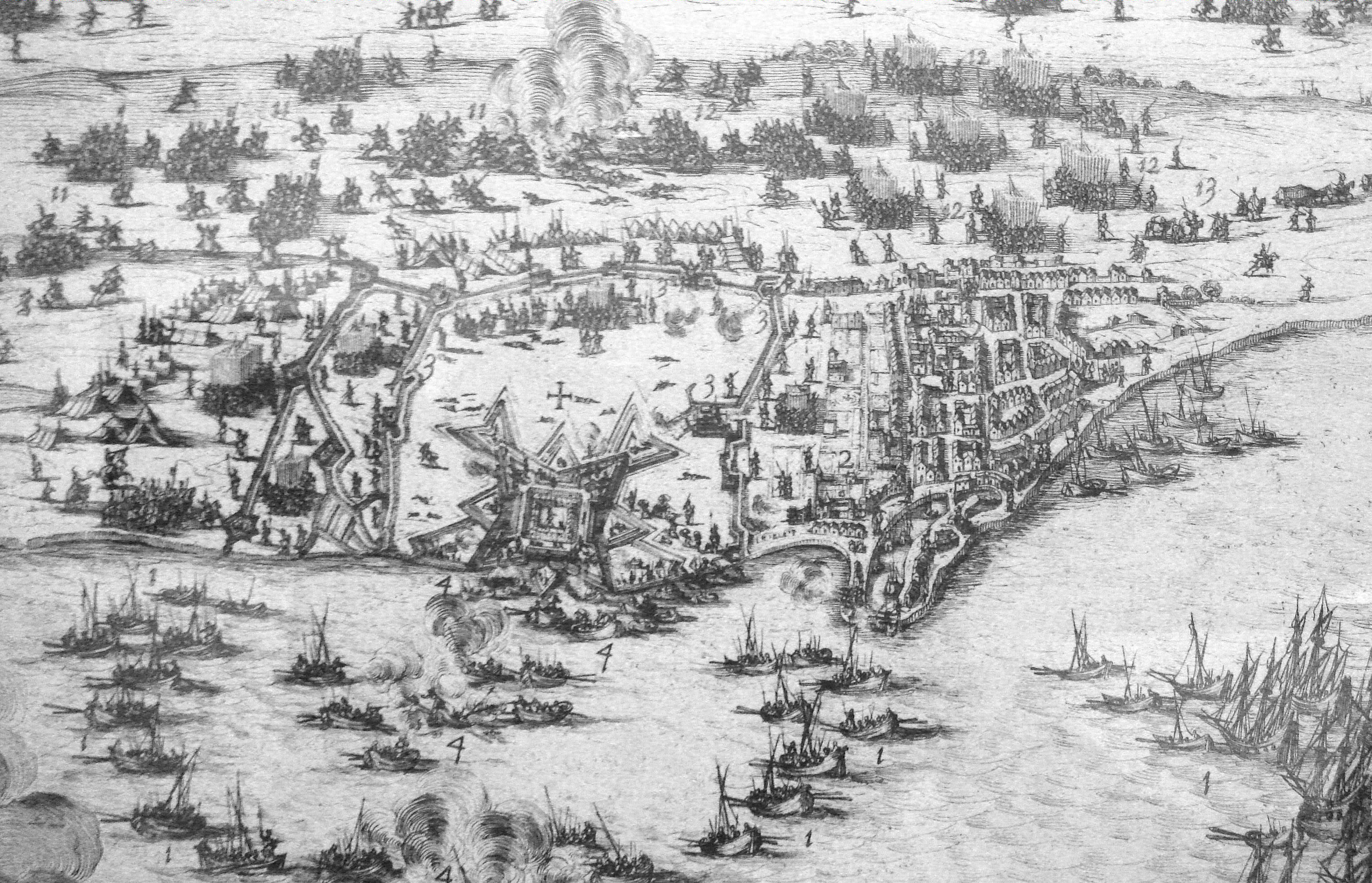
Anglická snaha o dobytí pevnosti na ostrově Ré, kresba Jacquese Callota, 1630

V roce 1627 se tak přes kanál La Manche vydalo zhruba 10 000 Angličanů pod velením vévody z Buckinghamu dobýt ostrov Ré. Anglo-francouzské vztahy byly již delší dobu na bodu mrazu a Angličané měli v úmyslu spoluprací s odbojnými hugenoty v La Rochelle postavení svého nepřítele oslabit. Ostrov Ré chtěli využít jako svou základnu. Vylodili se kryti lodním dělostřelectvem, Francouze zatlačili do pevnosti Saint-Martin-de-Ré a téměř celý zbytek ostrova obsadili. Zpočátku váhající Rochelané se v září otevřeně postavili za Buckinghama a poslali mu pět set mužů. Velitel pevnosti Saint-Martin-de-Ré generál Toiras se s vypětím všech sil držel až do října 1627, kdy mu byly se štěstím dopraveny potřebné zásoby jídla. Angličané, postupně decimováni nemocemi a marně čekající na posily, se proto rozhodli vše vsadit na jednu kartu a 6. listopadu se pokusili pevnost dobýt. Navzdory jejich velkým ztrátám se ale útok nezdařil. Když k Toirasovým mužům dorazila pomoc z kontinentu, dali se Angličané na rychlý a zmatený ústup z ostrova, při kterém zaznamenali velké ztráty. 8. listopadu jejich loďstvo odplulo do zpátky do vlasti.
Mezitím v říjnu 1627 převzal Ludvík XIII. od svého bratra Gastona velení armády, shromážděné v reakci na anglický vpád před La Rochelle a vládní vojsko začalo s blokádou města.

## Obléhání
Pozemní přístup do La Rochelle královská armáda neprodyšně uzavřela opevněním, které spojovalo oba břehy městské zátoky. Na této zhruba sedm mil dlouhé linii se nacházelo celkem jedenáct pevností a osmnáct redut. Protože se Francouzi, kteří neměli příliš silné loďstvo, báli anglické námořní intervence, v místě vjezdu do larochellského přístavu postavili hráz. Inspirací pro tento čin jim byla jiná hráz, postavená Alexandrem Velikým při obléhání tehdy fénického města Týru. Nyní se jednalo se o kamennou, na sucho zděnou stavbu s mezerou uprostřed, která měla snížit nápor vody. Projektovali ji inženýři Clément Métezeau a Jean Thiriot a vybudovali ji vojáci obléhající armády, kteří se dobrovolně přihlásili. Na její stavbě se osobně podílel i francouzský král. Aby do La Rochelle nemohly proniknout ani menší lodě, byla poblíž mezery v hrázi do dna zátoky zasazena konstrukce z kůlů, nahoře propojená trámy. Hráz navíc doplňovalo molo spolu s 56 vzájemně propojenými loďmi, jež tvořily další bariéru. V lednu připlula k La Rochelle francouzská vládní flotila, pro kterou si katolíci nedaleko své pevnosti Fort-Louis postavili speciální přístav, nazvaný Port Neuf. Dohromady se skládala z 36 galér a pinas.
Hugenoté ve městě věděli, že sami královské vojsko neporazí a spoléhali na pomoc armády svých spolubojovníků pod velením Soubise na jihu Francie. Ta však po částečných úspěších musela ustoupit až do Cévennes a k La Rochelle se nebyla schopna probojovat. Druhý spojenec hugenotů, Anglie, dlouho nic nepodnikl.

### 1628
10. února Ludvík XIII. odjel do Paříže. Velení obléhání přenechal svému prvnímu ministrovi, kardinálu Richelieuovi, kterému plně důvěřoval. Ten s asistencí pátera Josefa začal připravovat útok. Došlo k němu 11. března, a i když ho Larochellští nečekali, nezdařil se. V dubnu si také obyvatelé města, ke kterým se dostala zpráva od anglického krále slibujícího pomoc, zvolili za starostu odhodlaného obchodníka a námořního velitele Jeana Guitona. K francouzské armádě se vrátil král v polovině dubna, Richelieu i po nepovedeném útoku zůstal jeho zástupcem.
Počátkem května vyrazila La Rochelle na pomoc anglická flotila pod velením hraběte z Denbighu. Podařilo se jí dostat k hrázi, kterou nějakou dobu ostřelovala, ale dále už ne. Když se její velitel dozvěděl o tom, že se poblíž nachází loďstvo francouzských spojenců Španělů, nařídil 18. května ústup.

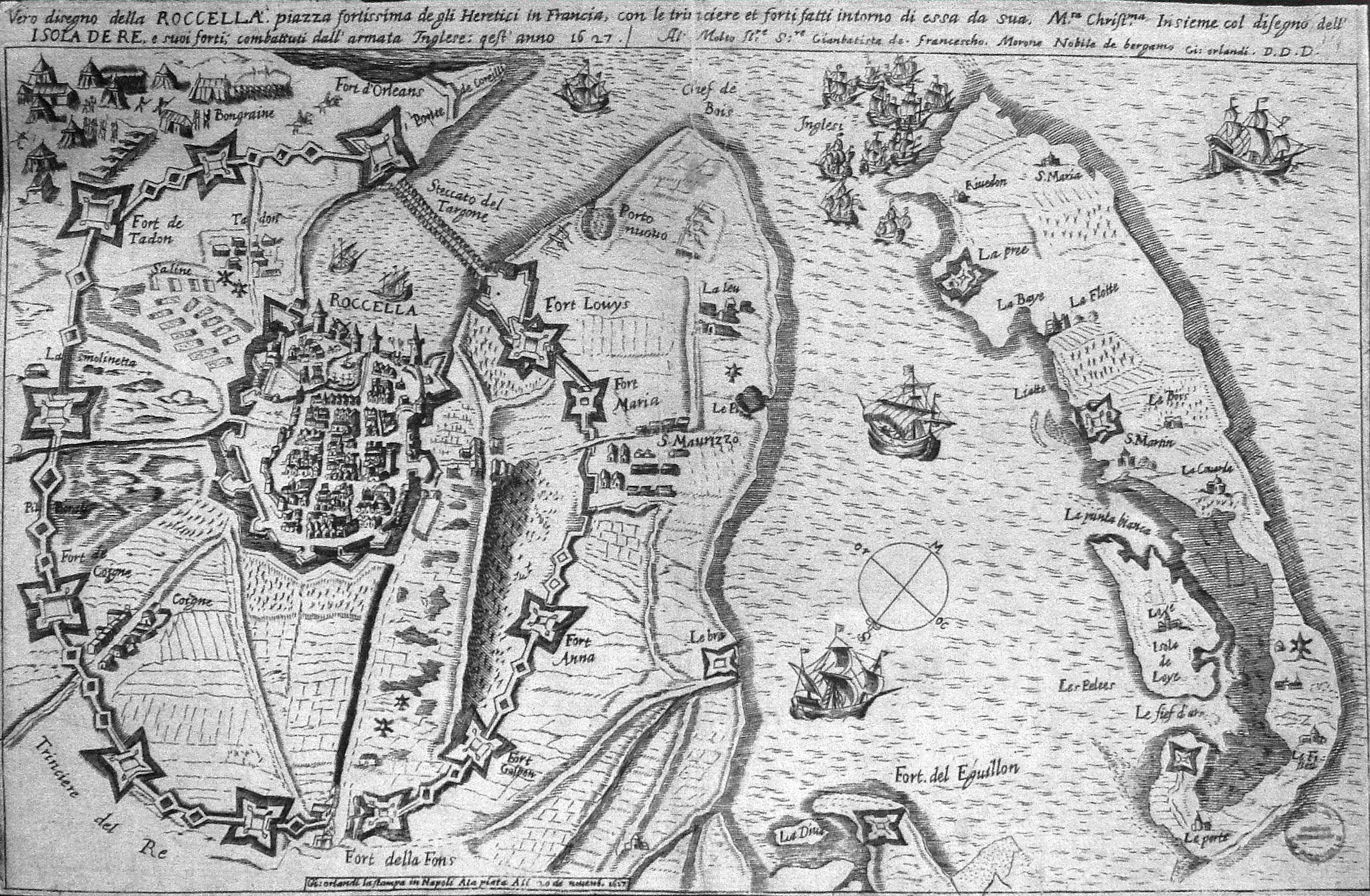
Obležené La Rochelle na kresbě z roku 1627

V srpnu 1628 se vzhledem k finanční náročnosti obléhání a zahraničně-politickým komplikacím pokusil Ludvík XIII. o vyjednávání. Narazil ale na neústupnost starosty a velitele Guitona. Obyvatelé města stále vkládali naděje do Angličanů, kteří se chystali pod velením vévody z Buckinghamu opět zapojit do boje. Vévoda byl ale 23. srpna zavražděn a anglické loďstvo se tak vydalo na cestu 7. září s novým velitelem – hrabětem z Lindsey. Na palubách svých lodí měl jedenáct pluků vojska a velké zásoby potravin pro posádku a lid v La Rochelle. Probít se tam ovšem se svým demoralizovaným mužstvem nedokázal a musel nakonec odplout. 26. října se proto vyhladovělí obyvatelé města, kteří na své hradby mohli postavit už jen pouhých 200 bojeschopných mužů, rozhodli kapitulovat.
Následovala dlouhá porada krále, Richelieua a ostatních zástupců francouzské vlády o tom, jak se k hugenotům zachovají. Nakonec bylo rozhodnuto o shovívavém přístupu, který zastával Richelieu. Ten si uvědomoval, že přísné potrestání obyvatel La Rochelle by mu zkomplikovalo pacifikaci hugenotů na jihu Francie. Také se domníval, že tak zabrání případné anglické snaze o zprostředkování míru. Město proto nakonec přišlo o zbytky privilegií a muselo strhnout své hradby, ale byly zachovány životy i majetek jeho obyvatel. O den později, 27. října, královské vojsko La Rochelle obsadilo.
Vláda dodala hladovým obyvatelům potraviny – stovky vozů potravin a k tomu stáda dobytka a ovcí. Její vojáci také pomohli s pohřbíváním mrtvých, kteří leželi v budovách i na ulicích. Při obléhání zemřelo hlady a na nemoci 22 000 z původních 28 000 obyvatel města.

## Důsledky

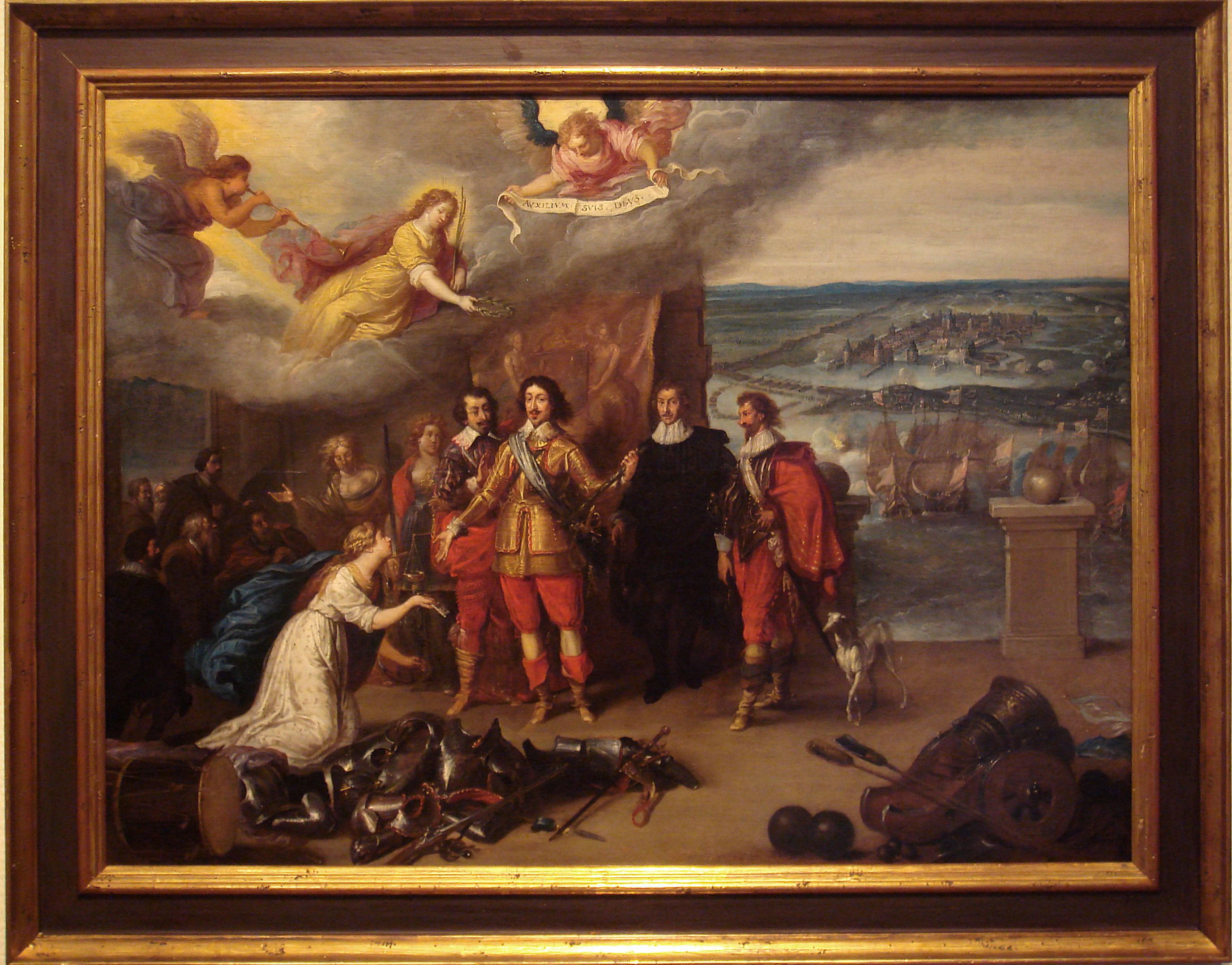
Kapitulace La Rochelle na obraze neznámého autora ze 17. století

La Rochelle přišlo o svou politickou a ekonomickou nezávislost a stalo se z něj běžné francouzské město. Pravomoci místní samosprávy byly přeneseny na královské úředníky, obyvatelé museli začít platit vývozní a dovozní cla a také každoroční příspěvek, díky kterému se vyhnuli placení daní. Co se týče náboženství, tak z protestantského chrámu uprostřed města se stal katolický a hugenoté, kteří dříve ve městě nebydleli, se už v něm nemohli usadit. To bylo ovšem dovoleno katolíkům. V La Rochelle také začaly působit katolické mnišské řády, v průběhu několika desetiletí se tak ve městě postupně zvyšoval počet katolíků a v roce 1676 už katolíci protestanty několikanásobně převyšovali.

### Alèský edikt
V roce 1629 vytáhla královská armáda na jih, aby si podrobila i tamější hugenoty. Poté, co se jí to podařilo, vydal král Ludvík XIII. koncem června 1629 edikt alèský. Spíše než o mírovou dohodu, se jednalo o jakýsi akt odpuštění. Kopíroval částečně nantský edikt, s tím rozdílem, že hugenotům už negarantoval politická práva a vojenské výsady. Hugenoté tak museli ve dvaceti svých městech zbořit opevnění. Roku 1629 přišli o svůj politický vliv a v souvislosti s tím byly zmařeny jejich snahy o vytvoření nezávislého územního útvaru uvnitř francouzského království. V náboženské oblasti se museli smířit s mnohem větší nesnášenlivostí ze strany katolíků.

## Kulturní odkaz
Na pozadí historických událostí se odehrává část dobrodružného románu Tři mušketýři Alexandra Dumase staršího, ve které se jeho čtyři hlavní hrdinové obléhání účastní. Obléhání je také vylíčeno v historickém románu Roberta Merleho Sláva a úskalí a objevuje se také v románech Lemprièrův slovník od Lawrence Norfolka a The Arm and the Darkness od Taylor Caldwellové.